# HD195479
HD195479 — подвійна зоря. 
Ця подвійна система має видиму зоряну величину в смузі V приблизно 6,2.
Вона розташована на відстані близько 345,9 світлових років від Сонця.

## Подвійна зоря
Головна зоря цієї системи належить до хімічно пекулярних зір й має спектральний клас A2.
Інша компонента має  спектральний клас A7.

## Фізичні характеристики
Зоря HD195479 обертається 
порівняно повільно 
навколо своєї осі. Проєкція її екваторіальної швидкості на промінь зору становить  Vsin(i)= 26км/сек.

## Магнітне поле
Спектр даної зорі вказує на наявність магнітного поля у її зоряній атмосфері.
Напруженість повздовжної компоненти поля оціненої з аналізу
становить   15,0±  53,0 Гаус.